# Cholinesteráza

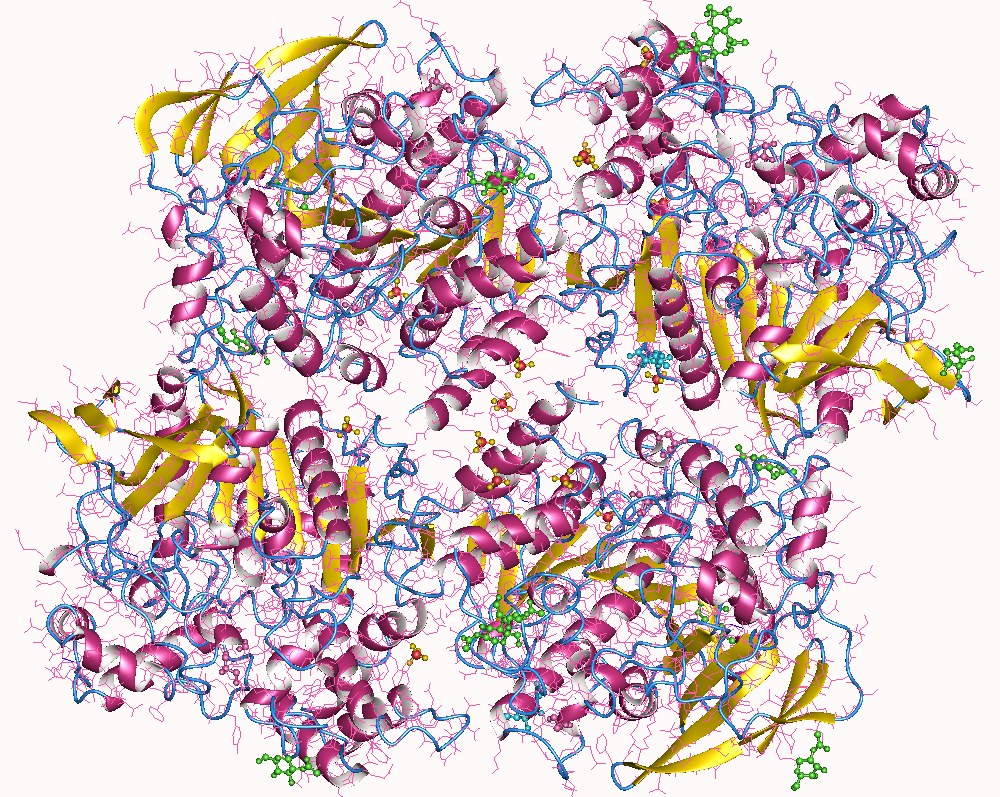
Tetramer lidské pseudocholinesterázy

Jako cholinesterázy se v biochemii označuje skupina enzymů, které katalyzují hydrolýzu neurotransmiteru acetylcholinu na cholin a kyselinu octovou, tedy reakci, která je nezbytná k tomu, aby se cholinergní neuron vrátil po aktivaci do klidového stavu.

## Typy cholinesteráz
Existují dva typy cholinesteráz:
- Acetylcholinesteráza (EC 3.1.1.7, AChE), též známá jako erytrocytová cholinesteráza či nejformálněji jako acetycholinová acetylhydroláza, obsažená především v krvi a v nervových synapsích, a
- Pseudocholinesteráza (EC 3.1.1.8, BChE nebo BuChE), též známá jako plazmová cholinesteráza, butyrylcholinesteráza či nejformálněji jako acylcholin acylhydroláza, obsažená primárně v játrech.

Rozdíl mezi oběma typy cholinesteráz spočívá v preferenci substrátu; první z nich hydrolyzuje rychleji acetylcholin, druhá butyrylcholin.

## Inhibitory cholinesteráz
Inhibitor cholinesterázy (též „anticholinesteráza“) potlačuje působení enzymu. Vzhledem k význačné funkci enzymu, jsou chemikálie interferující s jejím účinkem potentními neurotoxiny. V malých dávkách způsobují výrazné slinění a slzení, při vyšších svalové křeče a případně i smrt. To se týká například hadích jedů nebo nervových plynů sarinu a VX. Mezi léčiva působící proti takovým inhibitorům patří například pralidoxim.
K nejběžnějším inhibitorům acetylcholinesterázy patří látky s obsahem fosforu, které se vážou na aktivní místo enzymu. Strukturálním požadavkem je, že je atom fosforu navázaný na dvě lipofilní skupiny, jednu další skupinu (např. halogenid nebo thiokyanatan) a terminální kyslík. Některé detaily o jedné z podtříd takových sloučenin fosforu najdete u článku Lawessonovo činidlo.
Benzodiazepiny, např. temazepam, mají také inhibiční účinek na cholinesterázu.
Kromě použití jako biochemické zbraně se anticholinesterázy používají také pro reverzační medikaci paralýzy vyvolané při anestezii, a dále také pro léčbu myasthenie gravis, glaukomu a Alzheimerovy nemoci. Další oblastí použití je pro usmrcování hmyzu, typicky pomocí organofosfátových nebo karbamátových insekticidů.
Kromě výše popsané akutní otravy se může objevit také semiakutní otrava charakterizovaná silnými duševními poruchami. Dlouhodobá expozice může způsobit vrozené vady.